# Paul Hermann Müller
Paul Hermann Müller (Olten, Suïssa 1899 - Basilea 1965) fou un químic suís guardonat amb el Premi Nobel de Medicina o Fisiologia l'any 1948.

## Biografia
Va néixer el 12 de gener de 1899 a la ciutat suïssa d'Olten, situada al cantó de Solothurn. Va estudiar química a la Universitat de Basilea, on es doctorà el 1925. Va morir el 12 d'octubre de 1965 a la seva residència de Basilea.

## Recerca científica
Després de treballar al laboratori de J.R. Geigy a Basilea, es dedicà a investigar desinfectants i insecticides de contacte, descobrint l'any 1936 les propietats insecticides del DDT, sent realment eficaces contra els artròpodes. Müller aconseguí les patents d'aquest insecticida l'any 1940 a Suïssa, el 1942 als Estats Units i el 1943 a Austràlia.
L'any 1948 fou guardonat amb el Premi Nobel de Medicina o Fisiologia pel descobriment de l'alta eficàcia del DDT com a insecticida contra els artròpodes. Müller va esdevenir el primer guardonat amb el Premi Nobel de Medicina sense ser metge.